# Guerlesquin
Guerlesquin é uma comuna francesa na região administrativa da Bretanha, no departamento Finisterra. Estende-se por uma área de 21,69 km². Em 2010 a comuna tinha 1 355 habitantes (densidade: 62,5 hab./km²).